# 29 aprile
Il 29 aprile è il 119º giorno del calendario gregoriano (il 120º negli anni bisestili). Mancano 246 giorni alla fine dell'anno

## Eventi
- 1050 – Papa Leone IX tiene a Roma il secondo Sinodo di Pasqua
- 1429 – Guerra dei cent'anni: Giovanna d'Arco raggiunge Orléans assediata dagli inglesi
- 1483 – Gran Canaria viene incorporata nella Corona di Castiglia
- 1587 – Francis Drake affonda la flotta spagnola nel porto di Cadice
- 1661 – La Cina della Dinastia Ming occupa Taiwan
- 1665 – L'artista Gian Lorenzo Bernini parte per la Francia con l'intento, fra i vari, di progettare la ristrutturazione del Palazzo del Louvre
- 1672 – Guerra d'Olanda: Luigi XIV di Francia lascia Parigi per raggiungere il suo esercito a Rocroi
- 1770 – L'esploratore James Cook scopre Botany Bay, Australia
- 1815 – Guerra austro-napoletana: le truppe austriache al comando di Adam Albert von Neipperg occupano Fano.
- 1848
  - Prima guerra d'indipendenza italiana: dopo le proteste austriache, con l'allocuzione Non semel, papa Pio IX annuncia il ritiro dal Veneto delle truppe regolari inviate il 24 marzo «ai confini e non alla guerra contro l'Austria», assieme a un contingente di volontari (universitari della Università degli Studi di Roma "La Sapienza")
  - Il politico e filosofo italiano Vincenzo Gioberti, dopo l'amnistia del 1846 di Carlo Alberto, fa ritorno a Torino dall'esilio a Parigi e Bruxelles e viene ricevuto con grande entusiasmo; a Roma sarà ricevuto benevolmente anche da Pio IX
- 1861
  - Viene scoperto a Düsseldorf l'asteroide 68 Leto
  - Inizia a Montgomery (Alabama) la seconda sessione del Congresso provvisorio confederato
- 1889 – New York: si svolge una ticker-tape parade in onore del centenario della prima presidenza di George Washington
- 1896 – Jules Méline succede a Léon Bourgeois quale primo ministro della Repubblica Francese
- 1917 – Giuseppe Benedetto Cottolengo viene dichiarato beato da papa Benedetto XV
- 1940 – Rudolf Höß viene nominato primo direttore del Campo di concentramento di Auschwitz
- 1941 – Grecia: Georgios Tsolakoglu succede a Emmanouil Tsouderos quale primo ministro della Grecia
- 1945
  - Seconda guerra mondiale, Italia: nella Reggia di Caserta l'armata tedesca si arrende senza condizioni alle forze alleate anglo-americane; a Milano i cadaveri di Benito Mussolini e Claretta Petacci vengono appesi per i piedi a un distributore di benzina in Piazzale Loreto e vilipesi dalla folla
  - Seconda guerra mondiale, Germania: nel bunker sotto la Cancelleria di Berlino Adolf Hitler sposa Eva Braun, sua compagna da lungo tempo, e designa il großadmiral Karl Dönitz come suo successore; il Campo di concentramento di Dachau viene liberato dalle truppe statunitensi
- 1946 – Il primo ministro del Giappone Hideki Tōjō e ventotto uomini politici giapponesi vengono accusati di crimini di guerra
- 1955 – Giovanni Gronchi viene eletto presidente della Repubblica Italiana con 658 voti su 833; presterà giuramento il successivo 11 maggio
- 1959 – Il governo tibetano in esilio si insedia nella località di Mussoorie, in India
- 1961 – Luciano Pavarotti debutta nel mondo dell'opera nel ruolo di Rodolfo ne La bohème al Teatro municipale Romolo Valli di Reggio Emilia
- 1965 – Papa Paolo VI pubblica l'enciclica Mense Maio sulle suppliche alla Vergine Maria nel mese di maggio
- 1969
  - Il musicista jazz Duke Ellington riceve a Washington DC la Medaglia presidenziale della libertà
  - Alain Poher diventa presidente della Repubblica francese ad interim dopo le dimissioni di Charles de Gaulle
- 1973 – La stazione spaziale sovietica Saljut 2 precipita distruggendosi
- 1974 – Il presidente degli USA Richard Nixon annuncia la diffusione della trascrizione di nastri registrati in ordine allo Scandalo Watergate
- 1975
  - Muore a Milano lo studente diciannovenne Sergio Ramelli, militante del Fronte della gioventù: era stato aggredito il 13 marzo da un gruppo di militanti della sinistra extraparlamentare legati al gruppo Avanguardia operaia
  - Guerra del Vietnam, Operazione Frequent Wind: gli ultimi cittadini americani iniziano l'evacuazione da Saigon in vista di un possibile attacco finale nordvietnamita; per gli USA è l'inizio del disimpegno dall'area di guerra del Sud-est asiatico
- 1981 – Paesi Bassi: un solo voto di scarto fa approvare la legge che legalizza l'aborto
- 1985 – Florida: lo Space Shuttle Challenger parte dal John F. Kennedy Space Center per la sua settima missione
- 1988 – Michail Gorbačëv promette maggiore libertà religiosa in URSS secondo la filosofia politica della Glasnost'
- 1990 - Svizzera: la terza votazione in 20 anni per concedere il voto alle donne nel Canton Appenzello Interno dà nuovamente come risultato il divieto di voto per le donne
- 2001 – Un gruppo di ricercatori internazionali guidato da Paolo De Bernardis e Andrew Lange e operante nel California Institute of Technology presenta la scoperta del "suono" del Big Bang
- 2004 – Audizione del presidente statunitense George W. Bush e del suo vice Dick Cheney per i fatti dell'11 settembre 2001
- 2005
  - Apple Computer inizia la distribuzione del sistema operativo Mac OS X Tiger
  - Il cardinale Angelo Sodano viene eletto Decano del collegio Cardinalizio
- 2006 - Isole Fær Øer: viene inaugurato il Norðoyatunnilin, una galleria sottomarina lunga oltre sei chilometri che attraversa il Leirvíksfjørður e collega l'Isola di Eysturoy a quella di Borðoy; si tratta del più lungo tra i trafori nelle Fær Øer
- 2011 – William, duca di Cambridge sposa Kate Middleton
- 2013 – il Volo National Airlines 102 si schianta subito dopo il decollo uccidendo tutte le sette persone a bordo
- 2017 – La Turchia blocca l'accesso a Wikipedia

## Nati
Ci sono circa 1 140 voci su persone nate il 29 aprile; vedi la pagina Nati il 29 aprile per un elenco descrittivo o la categoria Nati il 29 aprile per un indice alfabetico.

## Morti
Ci sono circa 500 voci su persone morte il 29 aprile; vedi la pagina Morti il 29 aprile per un elenco descrittivo o la categoria Morti il 29 aprile per un indice alfabetico.

## Feste e ricorrenze

### Civili
Internazionali:
- Giornata mondiale della danza

Nazionali:
- Giappone – Showa no Hi
- Israele – Giornata in memoria della Shoah (anniversario della rivolta del Ghetto di Varsavia)

### Religiose
Cristianesimo:
- Santa Caterina da Siena, vergine e dottore della Chiesa, patrona d'Italia e d'Europa
- Sant'Acardo di San Vittore, vescovo
- Sant'Antonio Kim Song-u, martire
- San Cristino, martire
- San Severo di Napoli, vescovo
- San Tichico
- San Torpete, martire
- Sant'Ugo di Cluny, abate
- Madonna del Sangue, venerata a Re
- Beato Giovanni Vargas, mercedario e martire
- Beata Itala Mela, oblata benedettina

Religione romana antica e moderna:
- Floralia, secondo giorno

Vudù:
- Cassé Canarie o Wèt mô nan d'lo (cerimonia di rottura rituale delle brocche, finalizzata alla liberazione delle anime del purgatorio)